# مشعلی

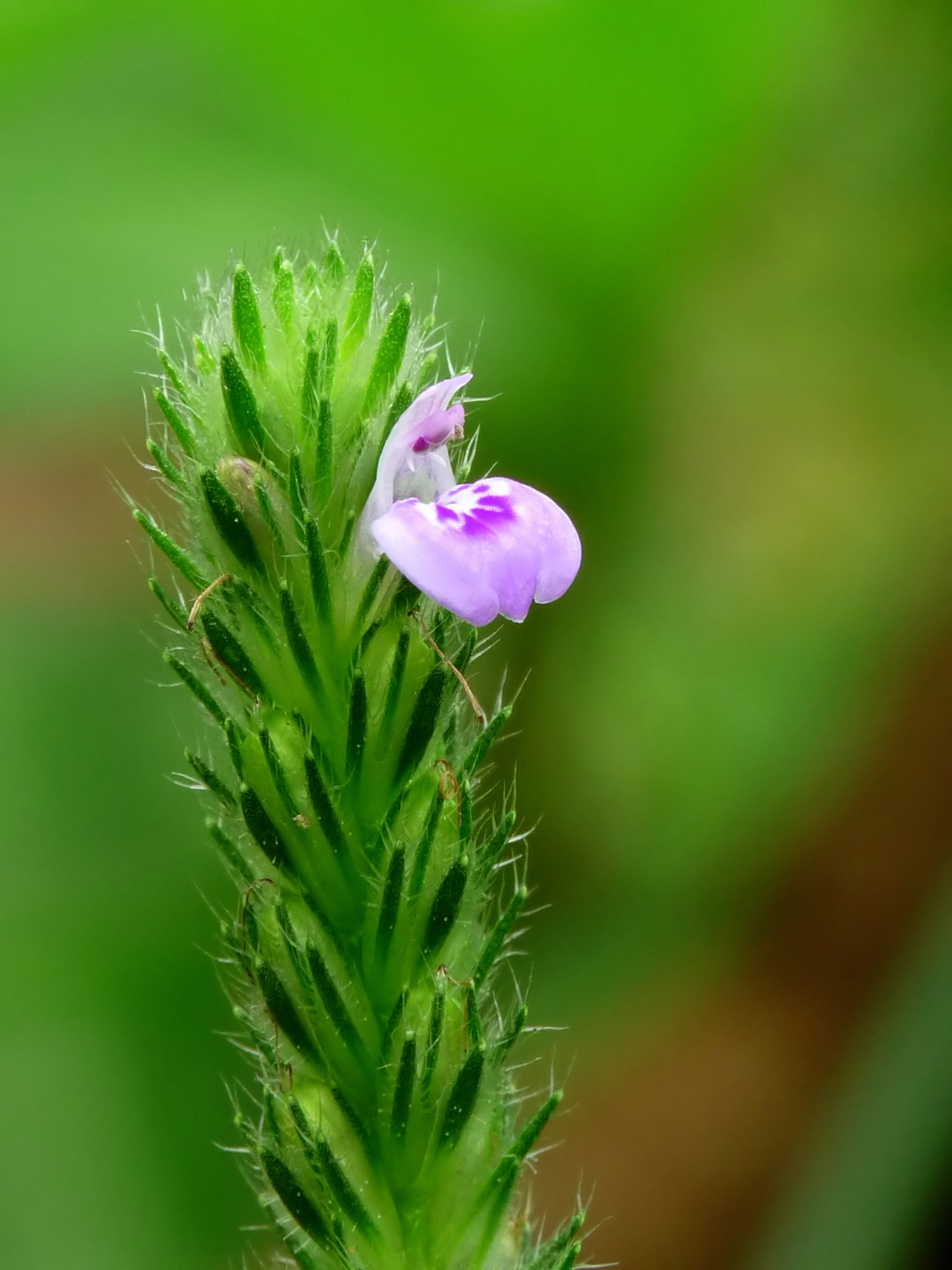
Justicia procumbens flower

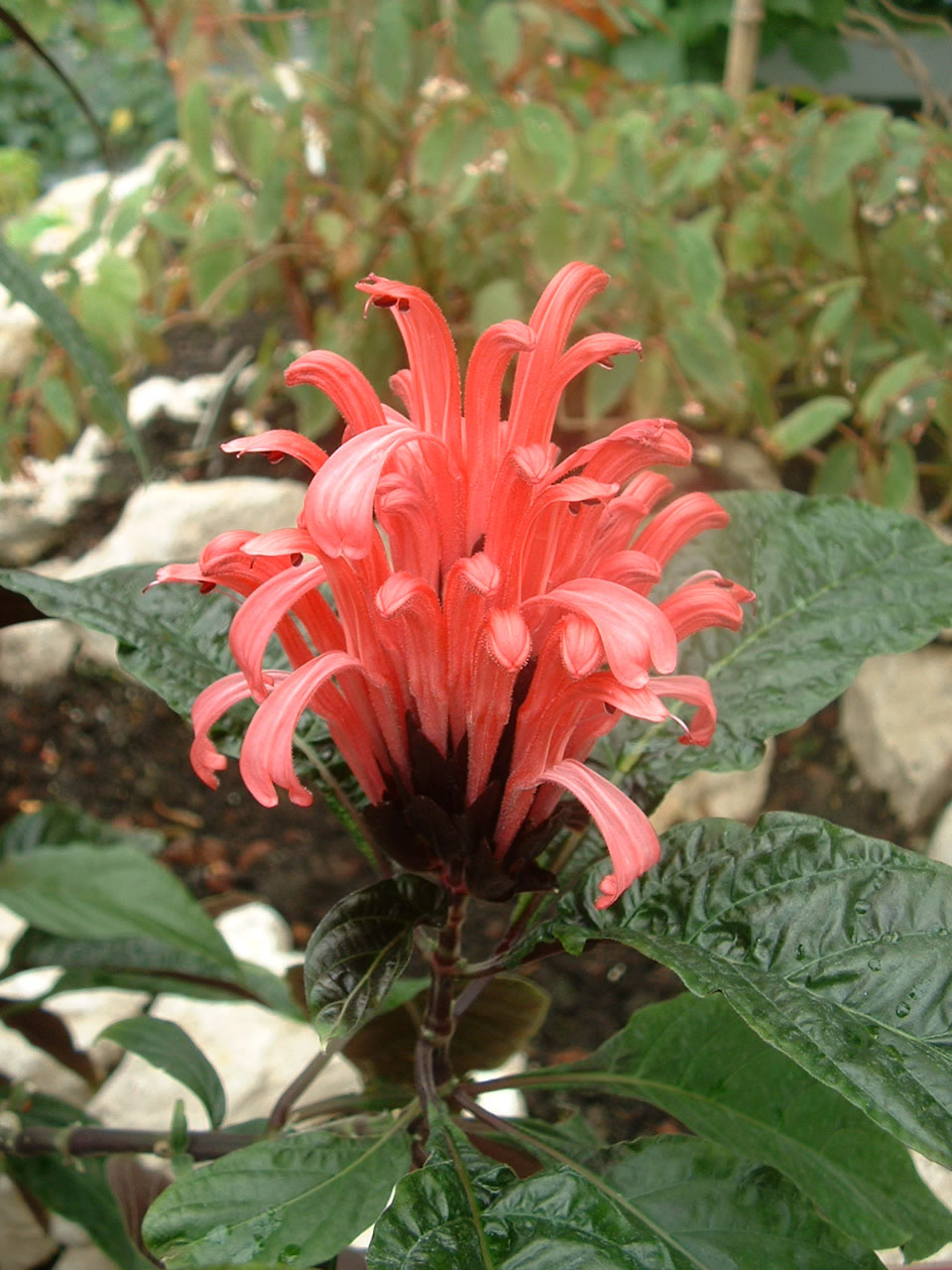
مشعلی

مَشعَلی گیاهی علفی زینتی تیره پای خرسی‌ها (آکانتاسه) با گل‌آذین زردرنگ و مشعل‌شکل.

## نگارخانه

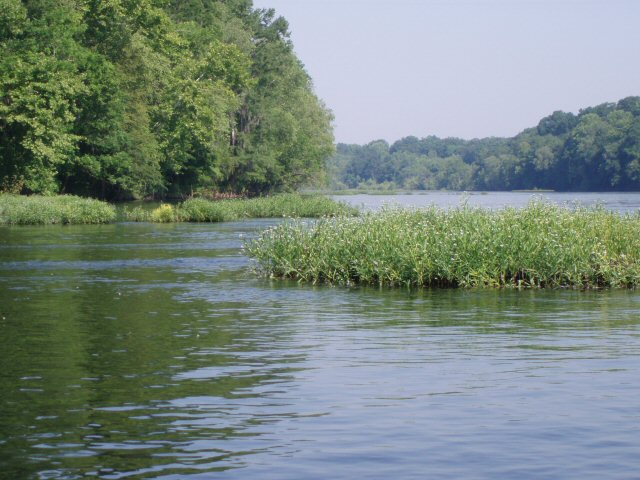
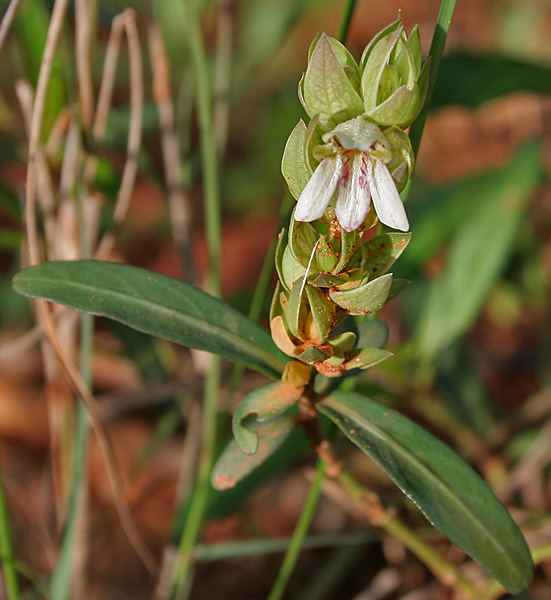
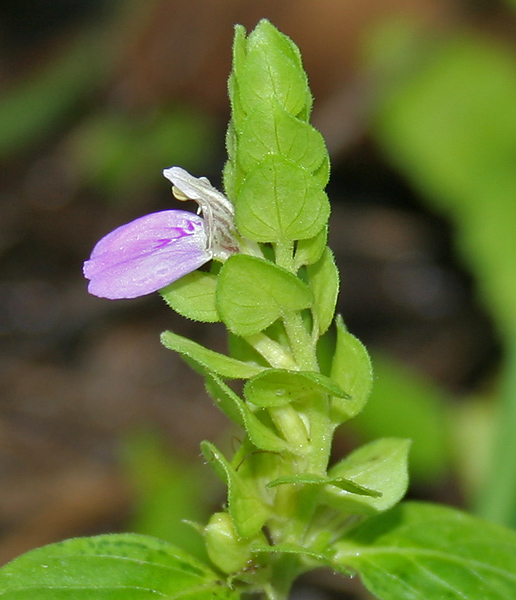
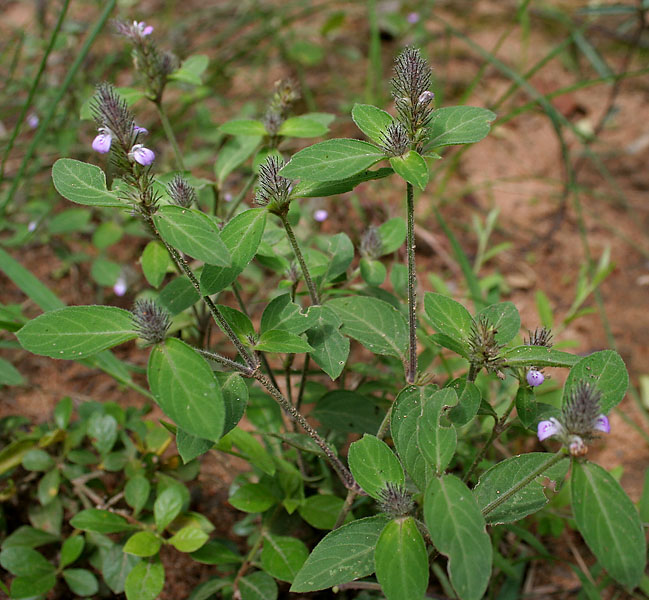
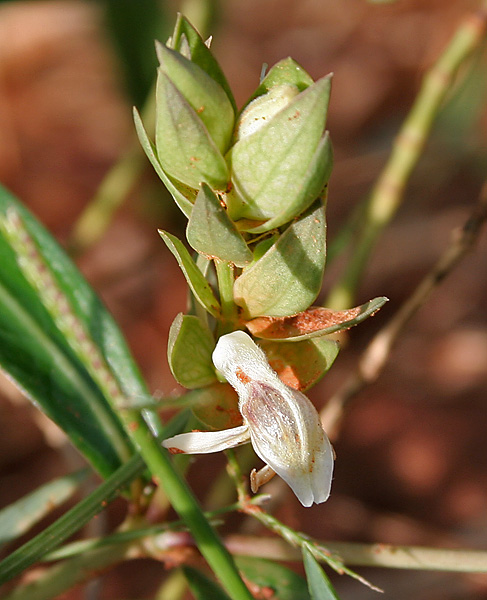
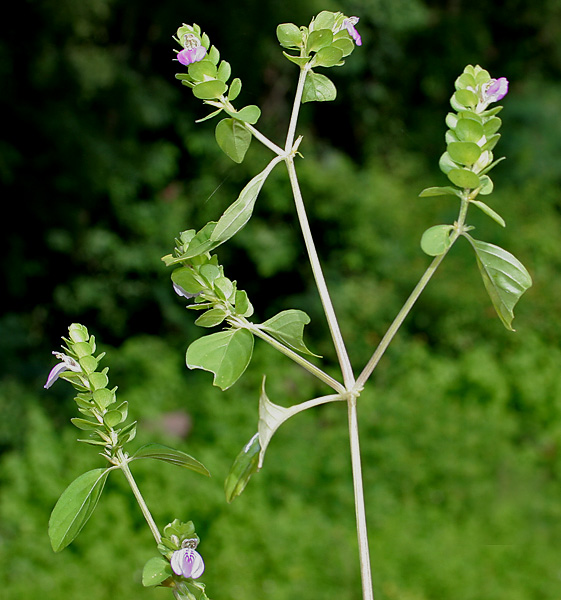
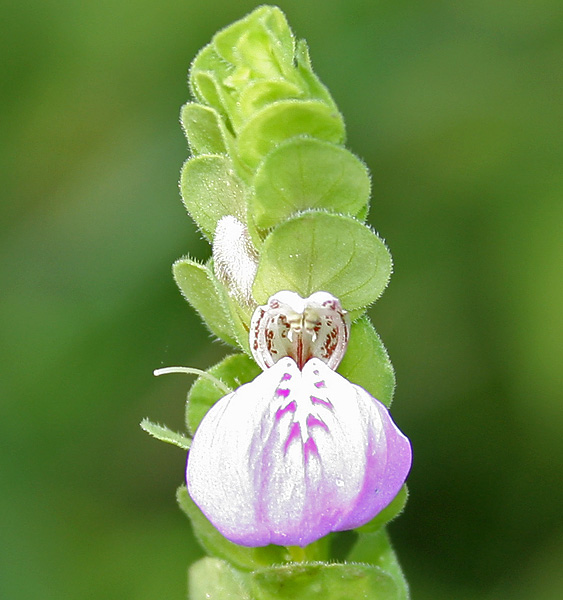
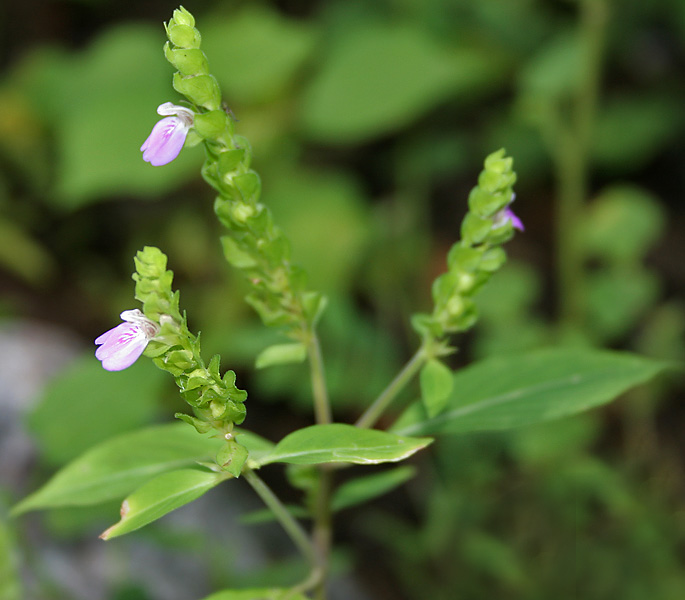
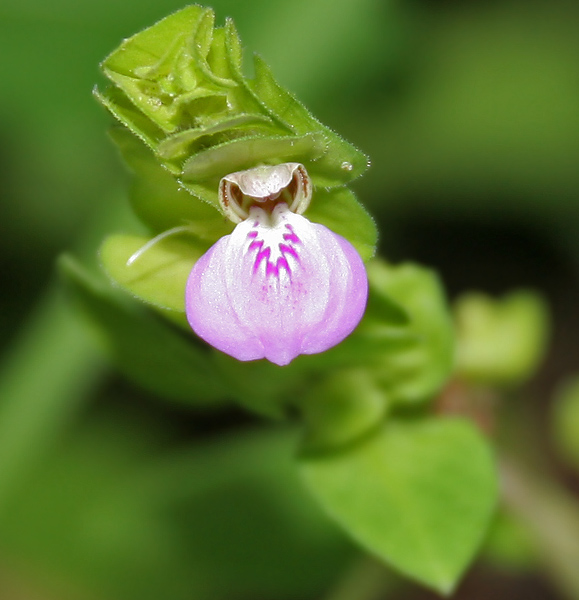
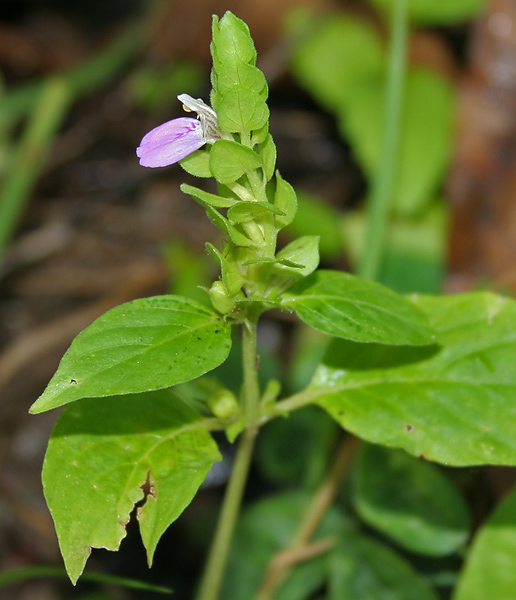
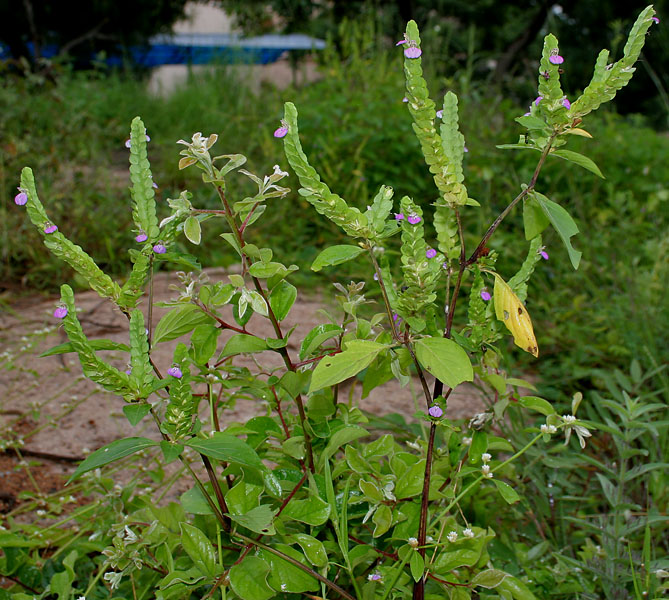
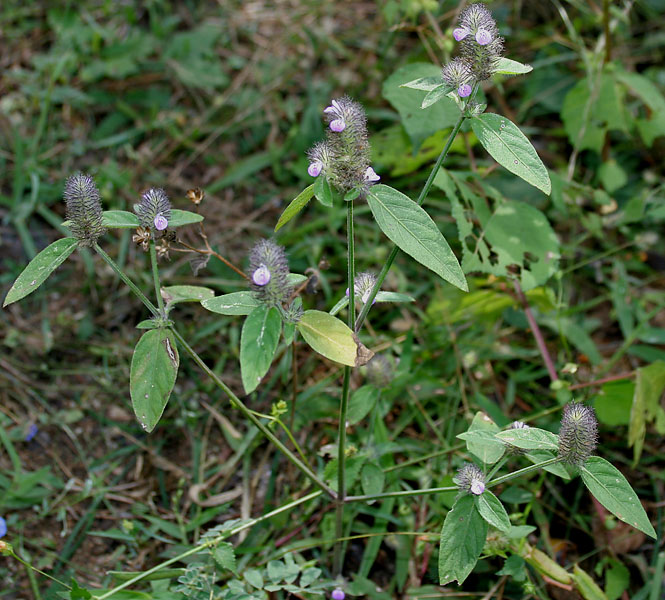
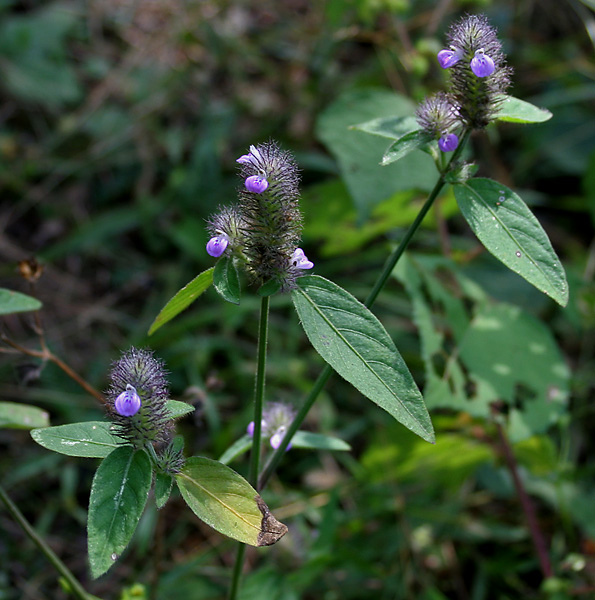
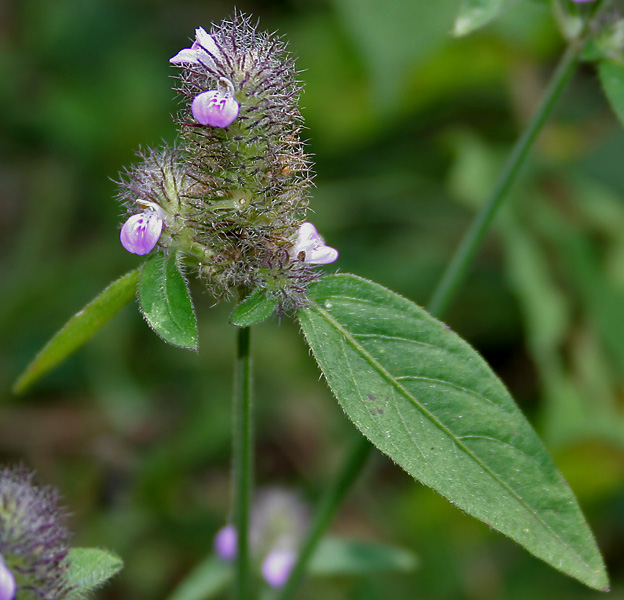